# Anabar

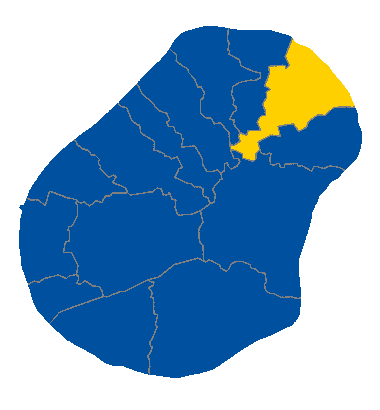
Localização de Anabar

Anabar é um distrito de Nauru. Possui uma população de 810 habitantes e uma área de 1,5 km².